# Navicella julii
Navicella julii är en svampart som beskrevs av Fabre 1879. Navicella julii ingår i släktet Navicella och familjen Massariaceae.   Inga underarter finns listade i Catalogue of Life.